# マケドニア朝ルネサンス
マケドニア朝ルネサンス（マケドニアちょうルネサンス、英語: Macedonian Renaissance）とは、10世紀の東ローマ帝国における古典の復興と文化の高揚を指し、近年使われるようになった用語である。

## 前史
7–8世紀の東ローマ帝国はイスラム帝国やブルガリア帝国の侵攻、聖像破壊運動や帝位をめぐる内乱などによる混乱が続き、後世「暗黒時代」とも呼ばれる時代であった。このため、文化面でも古代ギリシャ・ローマ時代の文献が戦乱で散逸してしまうなど、停滞を余儀なくされていた。
文化の再生は9世紀のアモリア王朝末期から始まっており、9世紀の学者コメタスは忘れ去られていたホメロスを甦らせた。ギリシア文字の小文字が使われるようになり、それまで続けて書かれていた単語が区切られるようになるなど、ギリシア語のテキストを読みやすくするための改良が加えられた。アモリア王朝の皇帝テオフィロス（在位：829年 – 842年）の時代に活躍した数学者レオーンは古代ギリシャの自然科学や技術の復興を進め、東方国境から首都コンスタンティノポリスまでの狼煙による通信網や宮殿に吼えるライオンやさえずる鳥の像、動く玉座などの仕掛けを考案した。
さらにテオフィロスの子ミカエル3世の治世には、コンスタンティノポリスのマグナウラ（大黄金）宮殿内に高等教育機関「メガ・ディダスカリオン」が設置され、学問研究が進められた。そこでは数学者レオーンや当時を代表する大知識人フォティオス（後のコンスタンティノポリス総主教）らが教授を務め、古代ギリシャ文化の研究が進んだ。

## マケドニア朝
バシレイオス1世以下歴代のマケドニア王朝期（867年 – 1057年）の皇帝たちはローマ帝国の復興を目指して行政機構や法律を整備し、軍事面でもイスラム支配下にあった東地中海を回復、またブルガリアやロシアなど東欧地域へのキリスト教布教を進めた。こうしてマケドニア王朝時代に皇帝専制体制は頂点に達し、軍事･経済面で東ローマ帝国は繁栄の時代を迎え、その繁栄は文化面にも及んだ。
マケドニア王朝時代には、皇帝レオーン6世（在位886年 – 912年）が詩や説教などの著作を遺し、次いでその息子コンスタンティノス7世（在位913年 – 959年）の時代には宮廷に多くの学者が集められ、古代ギリシアの古典研究が進められた。学芸好きの皇帝の下で、古代ギリシア・ローマ時代などの過去の著作品を整理した『抜粋』、農業書『農業抜粋』が編纂され、またコンスタンティノス自ら『ビザンツ宮廷の儀式について』（儀式の書）、『帝国の統治について』（帝国統治論）、『テマについて』などを執筆した。
- 『ビザンツ宮廷の儀式について（英語版）』(De Ceremoniis)

クリスマス、復活祭、昇天祭など宗教関係の儀式や、結婚式、葬式、官位授与式、皇帝即位式、凱旋式など世俗の儀式について記したもの（題名は後代の学者による）。
- 『帝国の統治について（英語版）』(De Administrando Imperio)

皇太子ロマノス2世のため、帝国周辺の諸民族について記し、外交の手引きとしたもの。
文献から先例を数多く集め、さまざまな国政術の指南書を編纂した。また、ヨハネス1世ツィミスケスの代（在位969年 – 976年）には『スーダ辞典』（スーダ、スイダス）が編纂されたが、これはアルファベット順に項目を並べたもので、最古の百科事典といわれる。